# Zarzęcin (wieś)
Zarzęcin – wieś w Polsce położona w województwie łódzkim, w powiecie opoczyńskim, w gminie Mniszków. Wieś znajduje się w granicach Sulejowskiego Parku Krajobrazowego. 
Był wsią biskupstwa włocławskiego w województwie sandomierskim w ostatniej ćwierci XVI wieku. W latach 1975–1998 miejscowość administracyjnie należała do województwa piotrkowskiego.
Położona tuż nad brzegiem Zalewu Sulejowskiego, przez co stała się miejscem do którego chętnie przyjeżdżają turyści. W miejscowości znajduje się pole namiotowe oraz stanica żeglarska Hufca ZHP Łódź-Widzew, gdzie w sezonie często odbywają się regaty oraz występują grupy szantowe. Przez wieś przebiega pieszy Szlak Rekreacyjny Rzeki Pilicy.
We wsi znajduje się dom rekolekcyjny Ruchu Światło-Życie Diecezji radomskiej, gdzie corocznie w wakacje młodzież zbiera się dwutygodniowych oazach podsumowujących rok formacyjny.
Wierni Kościoła rzymskokatolickiego należą do parafii Narodzenia NMP i św. Mikołaja w Błogich Szlacheckich.